# مؤسسة تنمية المجتمع
مؤسسة تنمية المجتمع (CDC) هي منظمة غير ربحية تأسست في الولايات المتحدة الأمريكية لتقديم برامج وخدمات والاشتراك في الأنشطة الأخرى التي تدعم وتعزز تنمية المجتمع. ودائمًا ما تقدم مؤسسات تنمية المجتمع خدمات لمكان جغرافي مثل الحي السكني أو البلدة. فهي تركز في الغالب على خدمة السكان منخفضي الدخول أو الأحياء السكنية التي تعاني. ويمكن لتلك المؤسسات الاشتراك في مجموعة متنوعة من الأنشطة من بينها التنمية الاقتصادية والتعليم وتنظيم المجتمع والتطوير العقاري. وترتبط تلك المنظمات في الغالب بأعمال تنمية الإسكان منخفض التكلفة.

## الأنشطة
- التطوير العقاري
  - الإسكان منخفض التكلفة
- التنمية الاقتصادية
  - إقراض المشروعات الصغيرة
  - تقديم المساعدات الفنية للمشروعات الصغيرة
  - احتضان المشروعات الصغيرة (ويقصد بذلك توفر الأماكن بتكلفة منخفضة أو مجانًا للبدء في إنشاء المشروعات الصغيرة)
- التعليم
  - التعليم في مرحلة الطفولة المبكرة
  - تدريب القوة العاملة
- احتضان المنظمات غير الربحية
  - جمع التبرعات للقضايا المحلية باعتبارها مؤسسة مانحة، أو منظمة خيرية عامة، أو مؤسسة
  - تمويل المؤسسات التعاونية الإسكانية أو غيرها من المؤسسات التعاونية
  - الرعاية المالية لـ الجمعيات المجتمعية
- الشباب وتنمية القيادة
- المناصرة
  - مناصرة التطوير المستدام
  - مناصرة المشروعات التجارية المملوكة للمحليين
  - العدالة البيئية وإعادة استصلاح المواقع المهجورة
- تخطيط المجتمع
  - التخطيط المثالي لتنمية البيع بالتجزئة وتنمية المجتمع
- تنظيم المجتمع
  - الحد من التواترات في الأحياء السكنية
  - تسهيل مشاركة المجتمع والمستفيدين في البرامج والأنشطة المحلية
  - تسهيل وصول المجتمع إلى المنح المستهدفة

في بعض النظم التشريعية في الولايات المتحدة، تهدف مؤسسة تنمية المجتمع حسب التعريف الحرفي لها إلى الاستثمار المباشر في المجتمع، بينما «منظمة مناصرة تنمية المجتمع» هي فئة مؤهلة للاعتراف بها كـ منظمة خيرية معفاة من الضرائب أو منظمة خدمية.

## أمثلة ملحوظة
- مؤسسة تنمية الأباسينيان
- أكسيون الولايات المتحدة
- شيكانوس بور لا كوزا
- مؤسسة تنمية مجتمع مكسيكان تاون

## وصلات خارجية
- http://community-wealth.org/strategies/panel/cdcs/index.html